# Pavlov (Pelhřimov)
Pavlov é uma comuna checa localizada na região de Vysočina, distrito de Pelhřimov.